# Эстель-де-Фора
Эстель-де-Фора (кат. Estell de Fora) или Эстельс-де-Фора — маленький необитаемый остров в Средиземном море, является одним из островов архипелага архипелага Кабрера, входящего в состав Балеарских островов (Испания). Административно относится к муниципии Пальма-де-Мальорка.
Расположен в 635 м южнее крупнейшего острова архипелага — Кабрера. Площадь острова — 0,17 га, периметр поверхности — 175 м, ширина составляет 68 м, длина — 20 м. Наивысшая точка расположена на высоте 7 м над уровнем моря. Ближайшие соседние острова: Эстель-дес-Коль (260 м северо-западнее), Эстельс-Шапатс (405 м севернее) и Эстель-дель-Эсклата-Санг (550 м северо-восточнее).
Остров входит в состав Национального парка архипелага Кабрера, уникального произрастающими на его территории эндемичными видами растений.